# Valea Morii, Satu Mare
Valea Morii (colocvial Moara Bánffy, în maghiară Tasnádmalomszeg) este un sat ce aparține orașului Tășnad din județul Satu Mare, Transilvania, România.
 Acest articol despre o localitate din județul Satu Mare este deocamdată un ciot. Puteți ajuta Wikipedia prin completarea lui.